# Acetes marinus
Acetes marinus är en kräftdjursart som beskrevs av Omori 1975. Acetes marinus ingår i släktet Acetes och familjen Sergestidae. Inga underarter finns listade i Catalogue of Life.